# Knooppunt Assen
Knooppunt Assen is een knooppunt tussen de A28 en de N33 ten zuiden van de Nederlandse stad Assen. Het knooppunt had voor de verbreding van de N33 naar 2×2 stroken de naam "Assen-Zuid". Naast de verbindingen tussen de N33 en de A28 is er een afrit in het knooppunt geïntegreerd die aansluit op de Haarweg. Via deze weg is het zuidelijk deel van Assen en de ringweg bereikbaar. 
De titel 'knooppunt' lijkt bij knooppunt Assen onjuist omdat de N33 geen autosnelweg is. Vergelijkbare situaties treft men aan bij knooppunt Zuidbroek en knooppunt Ten Esschen. Echter, de N33 is een rijksweg, wat ook het geval is op knooppunt Zuidbroek. Bovendien is de N33 ter hoogte van knooppunt Assen ontworpen met een autosnelwegprofiel. Tot slot is het knooppunt Assen (net als de knooppunten Zuidbroek en Ten Esschen) bewegwijzerd als knooppunt, hetgeen de benaming knooppunt dus rechtvaardigt.
Sinds de zomer van 2014 heeft de aansluiting de naam Knooppunt Assen gekregen. De oude naam "Assen-Zuid" is gegeven aan de in 2015 in gebruik genomen afrit 31a, iets ten zuiden van het knooppunt Assen.

## Richtingen knooppunt
| Aansluitende wegen              | Aansluitende wegen                                       | Aansluitende wegen                                 | Aansluitende wegen | Aansluitende wegen |
| ------------------------------- | -------------------------------------------------------- | -------------------------------------------------- | ------------------ | ------------------ |
| richting Assen-West / Groningen |                                                          | Haarweg richting Assen                             |                    |                    |
|                                 |                                                          |                                                    |                    |                    |
|                                 | richting Rolde / Gieten / Veendam / Delfzijl / Eemshaven |                                                    |                    |                    |
|                                 |                                                          |                                                    |                    |                    |
|                                 |                                                          | richting Assen-Zuid / Hoogeveen / Zwolle / Utrecht |                    |                    |

Almere · Amstel · Arnestein · Assen · Azelo · Badhoevedorp · Bankhoef · Batadorp · Beekbergen · Benelux · Beverwijk · Bodegraven ·  Boterdiep ·  Buren · Burgerveen · Coenplein · De Baars · De Hoek · De Hogt · De Nieuwe Meer · De Poel · De Punt · De Stok · Deil · Diemen · Drachten · Drie Klauwen · Eemnes · Ekkersweijer · Emmeloord · Empel · Euvelgunne · Everdingen · Ewijk · Galder · Gooimeer · Gorinchem · Gouwe · Grijsoord · Hattemerbroek · Heerenveen · Hellegatsplein · Het Vonderen · Hintham · Hoevelaken · Hofvliet · Holendrecht · Holsloot · Hoogeveen · Hooipolder · IJmuiden (niet officieel) · Joure · Julianaplein · Kerensheide · Kethelplein · Klaverpolder · Kleinpolderplein · Kooimeer · Kruisdonk · Kunderberg · Lankhorst · Leenderheide · Lunetten · Maanderbroek · Markiezaat · Muiderberg · Neerbosch · Noordhoek · Ommedijk · Oud-Dijk · Oudenrijn · Paalgraven · Princeville · Prins Clausplein · Raasdorp ·  Reitdiep ·  Ressen · Ridderkerk · Rijkevoort · Rijnsweerd · Rottepolderplein · Rozenburg · Sabina · Sint-Annabosch · Stelleplas · Slufter · Ten Esschen · Terbregseplein · Tiglia · Vaanplein · Valburg · Velperbroek · Velsen · Vlaardingen · Vught · Waterberg · Watergraafsmeer · Werpsterhoek · Westerlee · Ypenburg · Zaandam · Zaarderheiken · Zonzeel · Zoomland · Zuidbroek · Zurich

Geplande knooppunten:
De Liemers · Zestienhoven

Voormalige knooppunten:
Bocholtz · Ekkersrijt · Europaplein (Groningen) · Europaplein (Maastricht) · Lindenholt